# Paolo della Stella

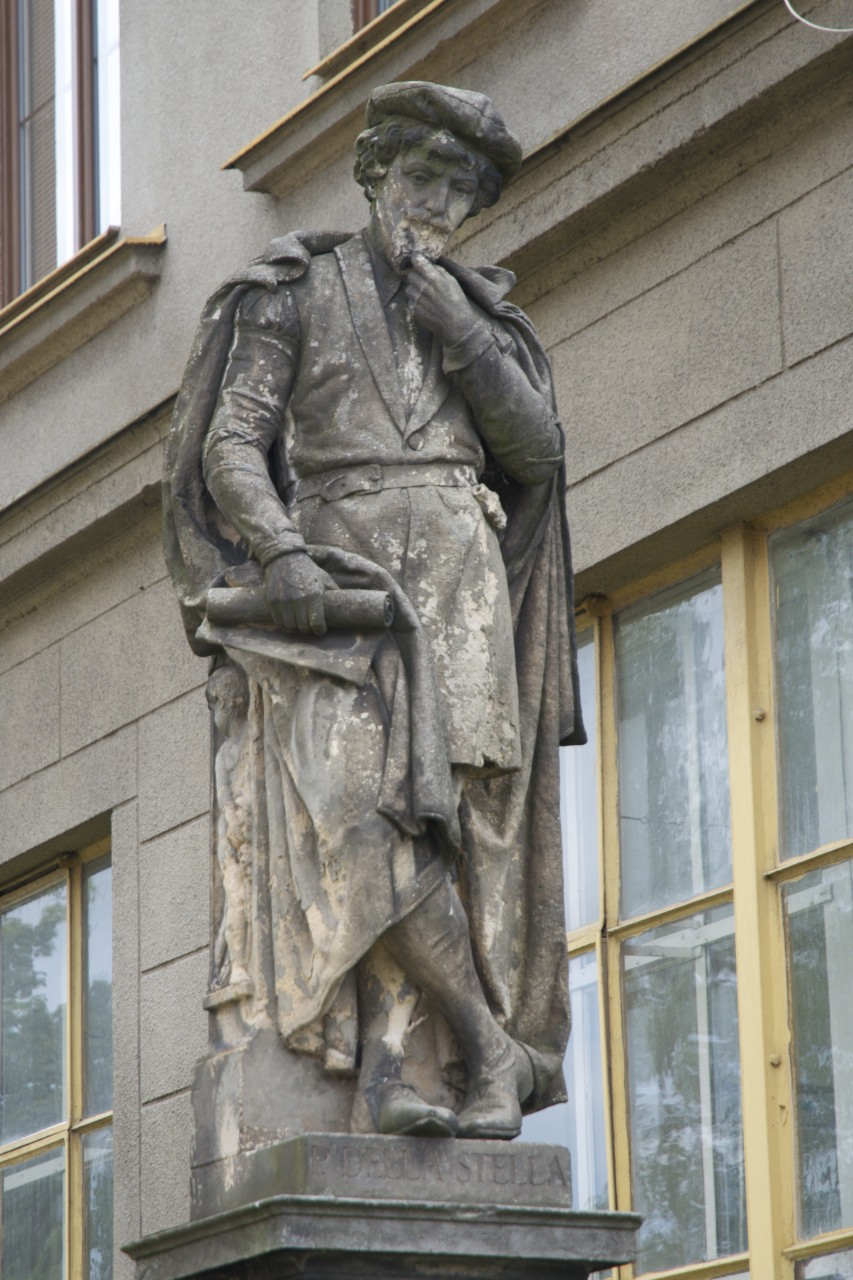
Skulptur Paolo della Stella

Paolo della Stella (* um 1500 in Melano; † Oktober 1552 in Prag) war ein schweiz-italienischer Bildhauer, Baumeister und Architekt der Renaissance in Böhmen.

## Leben
Er stammt aus Melano im Kanton Tessin und wurde vermutlich durch die Mitarbeit an den Kirchen in Lugano oder Como ausgebildet. Seit 1538 arbeitete er am königlichen Hof in Prag, zunächst als Leiter einer Gruppe italienischer Bildhauer und später als Baumeister auf der Prager Burg und in den königlichen Schlössern in Böhmen. Eine Skulptur des Paolo della Stella von Mořic Černil (1859–1933) steht vor der Bildhauerschule in Hořice (Horschitz).

## Werke

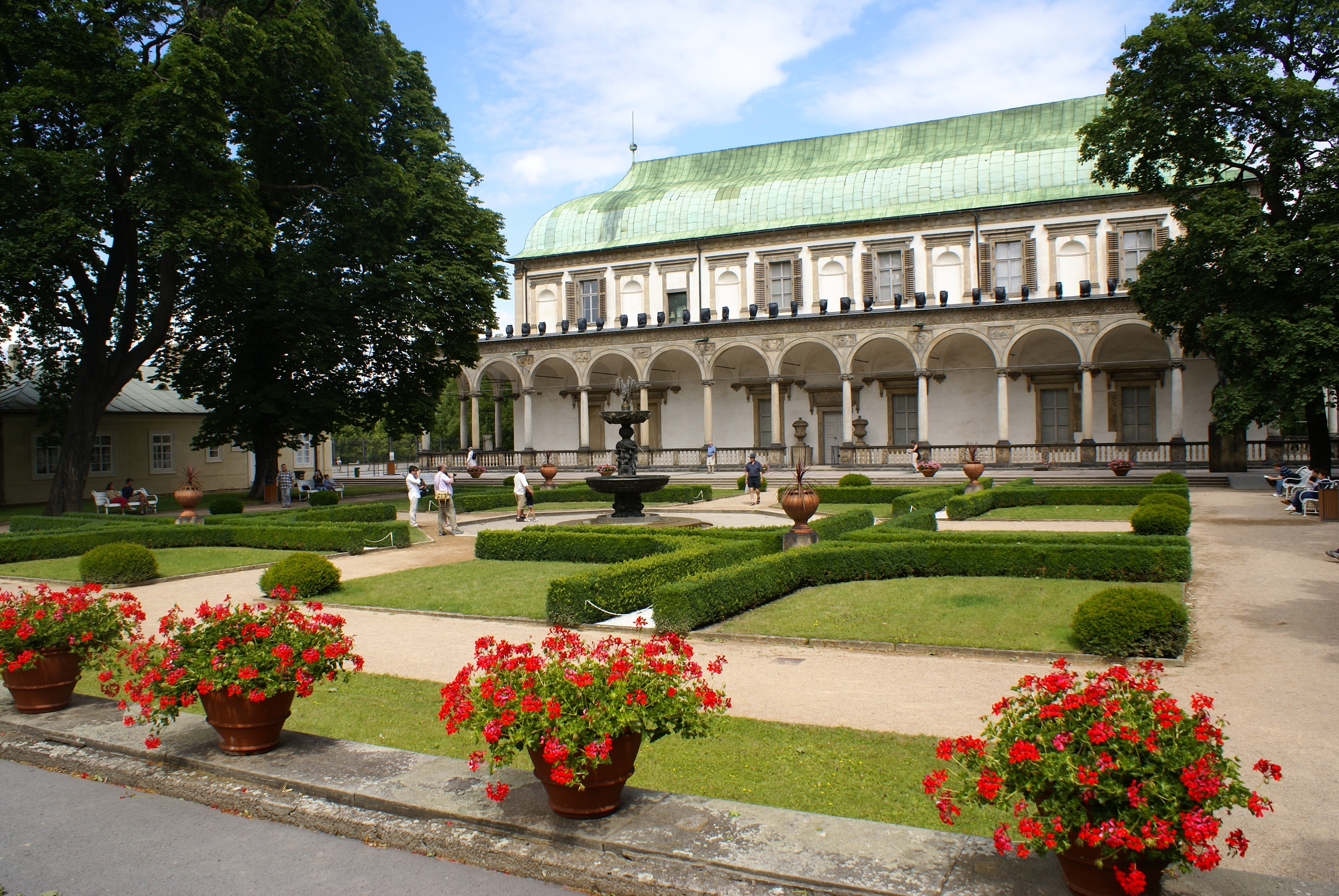
Das Belvedere der Königin Anna in Prag

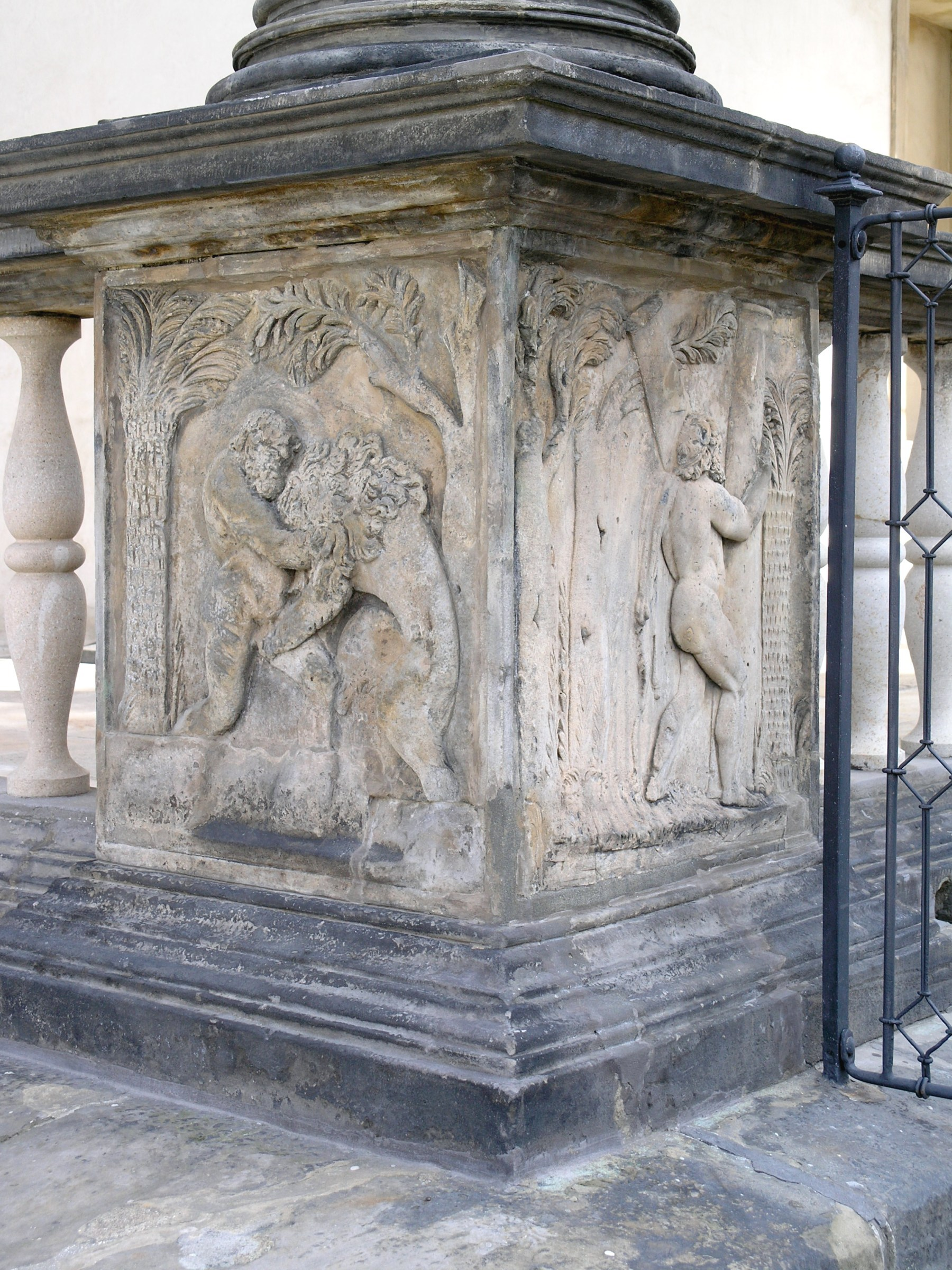
Reliefs am Belvedere in Prag

- Anlage der königlichen Gärten an der Prager Burg, zusammen mit Bonifaz Wohlmut[1]
- Belvedere oder Lusthaus der Königin Anna im Königlichen Garten.[2]
  - ursprünglich Planungen für das Gebäude, seit 1545 als Bauleiter tätig, nach dessen Tod durch Bonifaz Wohlmut zu Ende geführt
  - Reliefs mit mythologischen Themen an den Sockeln der Säulen – ein Hauptwerk der Renaissance-Bildhauerkunst in Mitteleuropa (zusammen mit anderen italienischen Bildhauern 1552 fertig gestellt)
- Stuckarbeiten am Lustschloss Stern bei Prag[3]
- Reparaturen am Veitsdom und anderen Gebäuden auf der Prager Burg nach dem großen Brand von 1541
- Vorschläge zur Ausmalung der Gewölbe im Wladislawsaal im alten Königspalast der Prager Burg
- Vorschläge zur Änderung der Arkaden am Schloss Poděbrady (Podiebrad)
- Planungsänderungen und Bauüberwachung am Schloss Brandýs nad Labem (Brandeis an der Elbe)[4]
- Bauaufsicht am Schloss Kostelec nad Černými lesy (Schwarzkosteletz), errichtet nach Plänen der Baumeister Hans Tirol und Ulrico Aostalli
- Vorschläge für den Ostflügel am Schloss Nelahozeves (Mühlhausen) des königlichen Rats Florian Griespek von Griespach